# كليمنت دي بانفيل
كليمنت دي بانفيل (بالفرنسية: Théodore de Banville )‏ (و. 1823 – 1891 م) هو شاعر، وكاتب مسرحي، وصحفي، وناقد أدبي، وكاتب فرنسي، ولد في مولينز، ألير، توفي في باريس، عن عمر يناهز 68 عاماً.

## التعليم
تعلم في مدرسة كوندرست.

## روابط خارجية
- كليمنت دي بانفيل على موقع IMDb (الإنجليزية)
- كليمنت دي بانفيل على موقع الموسوعة البريطانية (الإنجليزية)
- كليمنت دي بانفيل على موقع ميوزك برينز (الإنجليزية)
- كليمنت دي بانفيل على موقع ديسكوغز (الإنجليزية)